# Kis-Balaton
Kis-Balaton är en sumpmark i Ungern. Den ligger i den västra delen av landet, 170 km sydväst om huvudstaden Budapest.